# 法布里凯-迪瓦利科
法布里凯-迪瓦利科（義大利語：Fabbriche di Vallico），原为意大利托斯卡纳大区卢卡省的一个市镇。总面积15平方公里，人口505人，人口密度33.7人/平方公里（2009年）。ISTAT代码为046012。
2014年1月1日，法布里凯-迪瓦利科和韦尔杰莫利合并为新的法布里凯-迪韦尔杰莫利市镇。